# Популизм

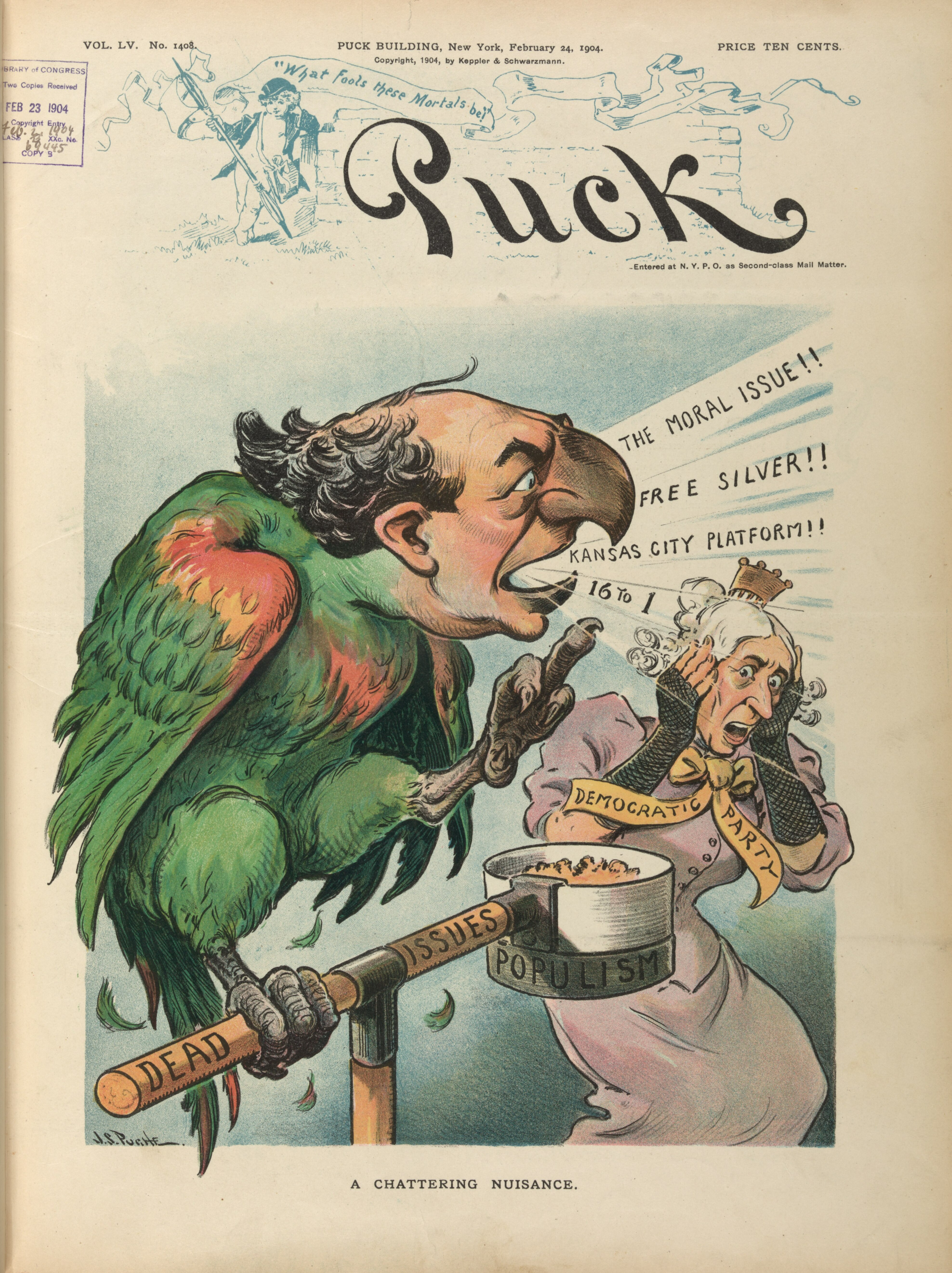
Карикатура 1904 года

Попули́зм (от лат. populus — народ) — политика, апеллирующая к широким массам и обещающая им скорое и лёгкое решение острых социальных проблем.
В основе популизма лежит стремление той или иной политической силы завоевать доверие и поддержку масс, понравиться народу. При этом реальные цели политиков-популистов (борьба за власть, обогащение и тому подобное), как правило, прикрываются социально-привлекательными идеями.
Популисты строят свою риторику на акцентировании экономических и социальных интересов обычных людей. Многие исследователи популизма, начиная с 1980-х годов, рассматривали его как стиль риторики, который может служить не одной, а множеству идеологий. В зависимости от поддерживаемой идеологии, различают левый и правый популизм.
Многие популисты представляют себя защитниками отдельных регионов либо отдельных социальных групп, таких как, например, трудящиеся, женщины, горожане, сельские жители, работники какой-то отрасли промышленности и так далее. В риторике популисты часто используют дихотомию (принцип «или-или», то есть «третьего не дано») и утверждают, что выражают интересы большинства населения.

## Популизм по странам
Популизм — монархическая консервативная идеология в Бутане, идейная основа Народно-демократической (популистской) партии.
К числу популистов также относятся:
- «народники» в Российской империи, которые являлись как сторонниками преобладания аграрного социализма, так и ярыми противниками капитализма;
- авторитарные режимы в Бразилии и Аргентине в 1930-е годы, суть которых заключалась в требовании ввести протекционистскую экономику
- движение в Западной Европе в 1980-е годы[1]